# Stiliger fuscatus
Stiliger fuscatus är en snäckart som beskrevs av Gould 1870. Stiliger fuscatus ingår i släktet Stiliger och familjen Stiligeridae. Inga underarter finns listade i Catalogue of Life.